# فين بيدرسن
فين بيدرسن (بالدنماركية: Finn Pedersen)‏ هو مجدف دنماركي، ولد في 30 يوليو 1925 في روسكيلدا في الدنمارك، وتوفي في 14 يناير 2012.

## وصلات خارجية
- فين بيدرسن على موقع الاتحاد الدولي للتجديف (الإنجليزية)
- فين بيدرسن على موقع اللجنة الأولمبية الدولية (الإنجليزية)
- فين بيدرسن على موقع أوليمبيديا (الإنجليزية)